# Азиз Кељменди
Азиз Кељменди (алб. Aziz Kelmendi; Липљан, 15. јануар 1967 — Параћин, 3. септембар 1987) је био војник Југословенске народне армије који је 3. септембра 1987. наоружан аутоматском пушком убио четворицу регрута ЈНА, Сафета Дудаковића и Хазима Џенановића (Муслимани), Горана Бегића (Хрват) и Срђана Симића (Србин). Тај догађај је познат као Параћински масакр. Том приликом је ранио још пет особа. Убиства су се догодила у касарни „Бранко Крсмановић“ у Параћину. Након овога, Азиз је побегао из касарне на Карађорђево брдо, где је на крају опкољен; после чега је, по званичној верзији догађаја, извршио самоубиство.

## Биографија
Кељменди је рођен у Липљану, али је школу завршио у Призрену. Пореклом је из племена Кељменди. Године 1984. је постао члан Савеза комуниста. На Правном факултету у Приштини је завршио два семестра и положио шест испита са добрим оценама. Након што је завршио обуку у касарни у Лесковцу, прекомандован је у Параћин. Истрага војне полиције је известила да је био у озбиљном сукобу са осталим војницима, пошто је био оптужен за крађу. Када се догодио масакр, служио је последњи месец војног рока.

## Политичке последице
Масакр је проузроковао политичке последице, гласине и сумње према званичној верзији убистава. У Београду, Параћину, Ваљеву и Суботици, неидентификоване особе су каменовале радње Албанаца.